# Helena Mniszkówna
 (avril 2019).
Helena Mniszek-Tchorznicka, connue sous son nom de jeune fille Helena Mniszkówna est une écrivaine polonaise née le 24 mai 1878 à Kurczyce, en Volhynie et morte le 18 mars 1943 à Sabnie. Elle est l'auteure de romans décrivant la vie du beau monde.

## Biographie

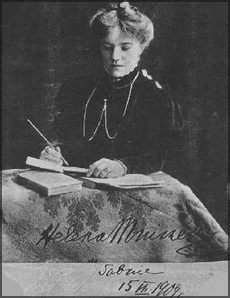
Helena Mniszkówna en 1909

Helena Mniszkówna a reçu une éducation très soignée à la maison. Elle parlait couramment quatre langues étrangères. Durant son adolescence, avec sa sœur cadette Józefa, elle a beaucoup voyagé à travers l'Ukraine en compagnie de son père Michał Mniszek Tchórznicki. Ce dernier  était le plénipotentiaire du comte Męciński, propriétaire de vastes domaines en Ukraine. Michał Mniszek Tchórznicki se rendait généralement sur ces terres avec ses filles pour inspecter les marchandises et les biens. C'est grâce à ces nombreuses excursions qu'a germé le jeune talent de Helena et, surtout, l'idée de transférer sur papier certaines des histoires qu'elle a entendues durant les longues veillées avec les locaux. Par ailleurs, la jeune fille lisait beaucoup, la Trilogie de Henryk Sienkiewicz était son œuvre littéraire préférée.
En 1899, elle épouse Władysław Chyżyński et emménage dans son domaine de Platerów. C’est là-bas qu’elle rencontre le monde aristocratique. Entre-temps deux filles viennent au monde : Janina et Maria. Lorsque son mari décède en 1903, elle a 25 ans et retourne dans la région de Podlachie dans la propriété de ses parents — à Sabnia près de Sokołów Podlaski. C’est à ce moment que l’écriture devient sa passion.

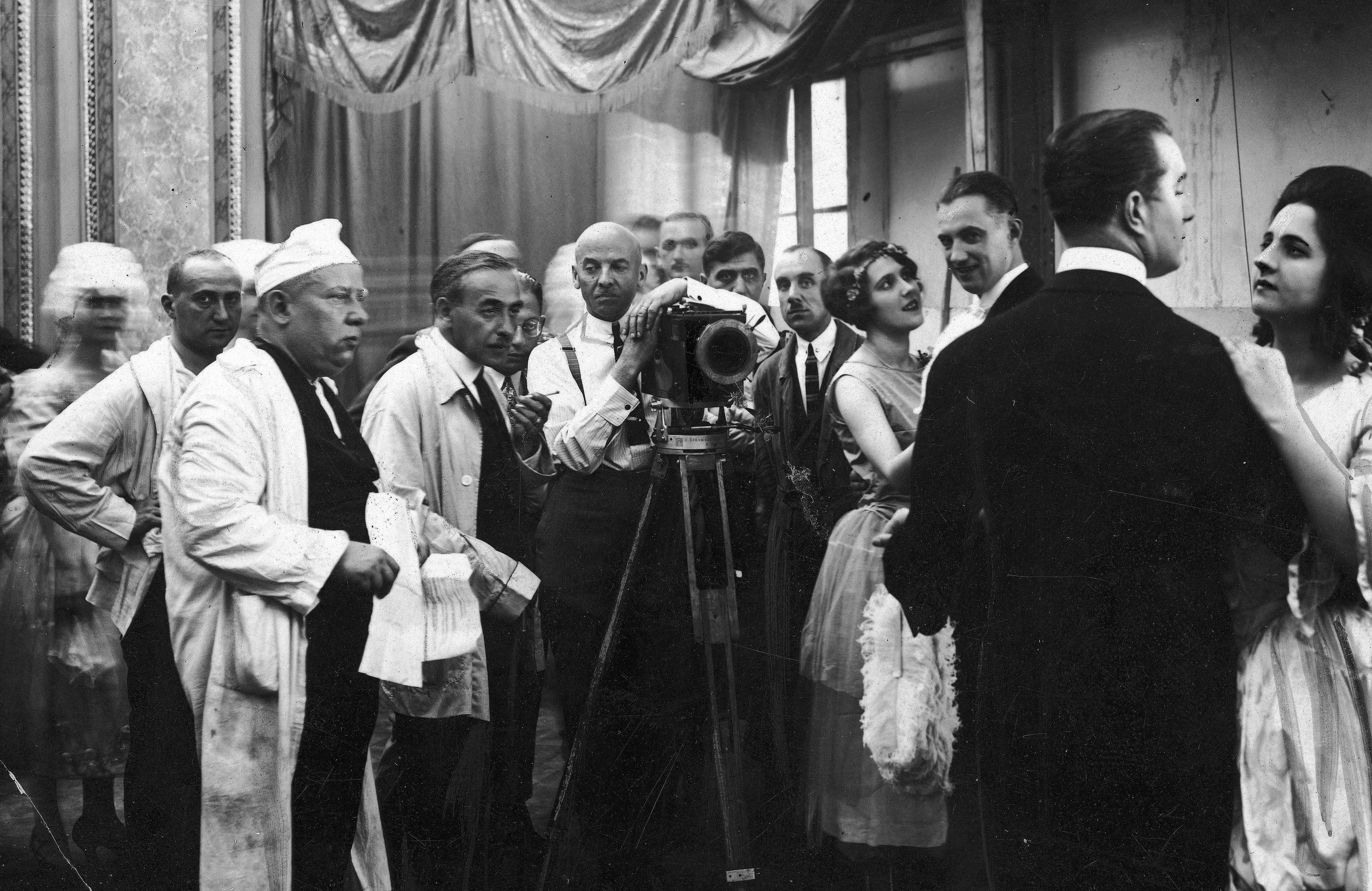
Tournage du film La Lépreuse (1926)

En 1910, elle épouse en secondes noces Antoni Rawicz Radomyski. Le couple s'installe dans le domaine récemment acheté de Rogale, près de Łuków, où sont nées en 1915 deux filles (des jumelles): Irena et Hanna. Helena possédait une riche bibliothèque de livres et d'atlas, grâce à auxquels elle effectuait de nombreuses expéditions imaginaires dans des pays qu'elle avait déjà visités (comme la France et l'Italie), mais aussi dans des lieux qu'elle souhaitait explorer (l'Inde et le continent africain).
Parmi ses activités quotidiennes, l'aide et le soutien accordé à la population rurale prenaient une grande place : Helena créa des crèches et des écoles pour jeunes filles issues de familles paysannes. Elle était également présidente du cercle des propriétaires terriens local.

### Succès littéraire
Helena Mniszek fait ses débuts littéraires en 1909 avec le roman intitulé La Lépreuse (Trędowata) et a immédiatement conquis le marché de la lecture. L’histoire d’amour réciproque mais tragique de l’héroïne aux origines modestes du roman, Stefa Rudecka, avec Waldemar Michorowski, un membre du beau monde, a ému des millions de lecteurs et lectrices. La Lépreuse a été réédité seize fois jusqu'en 1938 et plusieurs fois traduit en tchèque et lituanien. Ce livre demeura un grand succès littéraire de l'entre-deux-guerres. Deux films adaptés du roman ont eu le temps d’être tournés  avant la guerre, le premier en 1926 (avec Jadwiga Smosarska dans le rôle principal), le second en 1936 (avec Elżbieta Barszczewska).
Auteure de nombreux romans, très populaires jadis et aujourd'hui. Considérée par certains comme une graphomane, par d'autres comme un classique d’une littérature très appréciée par les classes populaires. Elle a utilisé des situations mélodramatiques empreintes de stéréotypes, d'un point de vue sociopsychologique presque fantastique, proclamant la victoire de la vertu et de la noblesse sur le mal et l'égoïsme.
Les textes de Mniszkówna traitent d'un aspect important de la vie des jeunes femmes. Ils parlent d'amour, mais surtout de séduction. C’est une analyse détaillée de toutes les activités qui visent à connecter deux amoureux. Plus il y a d'obstacles sur le chemin menant au but, plus la valeur de leur amour est grande, plus l'accomplissement est précieux.
Publié un an après La Lépreuse, Ordynat Michorowski a eu neuf rééditions avant 1939. Avec de tels succès, il ne peut y avoir aucune erreur de la part des lecteurs. Les livres de Mniszkówna constituaient un trésor pour les éditeurs et elle-même était la proverbiale poule aux œufs d'or.

## Liste de romans
- Trędowata (pl) (La Lépreuse), Cracovie, 1909
- Ordynat Michorowski, Kijów, 1910
- Zaszumiały Pióra, Kijów, 1911
- Panicz, T.1-2 Kijów, 1912
- Książęta boru, Kijów, 1912
- Prymicja, Kijów, 1912
- Gehenna, Kijów, 1914
- Czciciele szatana, Varsovie, 1918
- Verte – 1912/20 ; Poznań, 1921
- Pluton i Persefona. Baśń fantastyczna na tle mitologicznym, Varsovie, 1919
- Pustelnik, Poznań, 1919
- Prawa ludzi, Lublin, 1922
- Sfinks, Varsovie, 1922
- Królowa Gizella, Poznań, 1925
- Dziedzictwo, Poznań, 1927
- Z ziemi łez i krwi, 1927
- Kwiat magnolii, Poznań, 1928
- Powojenni, Poznań, 1929
- Magnesy serc, Varsovie, 1930